# Discografia de Timbaland

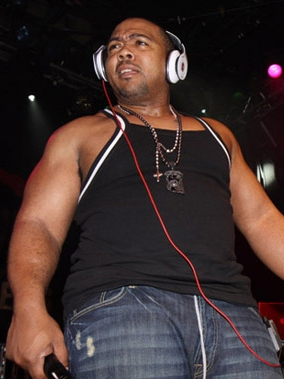
Timbaland se apresentando em West Hollywood, CA, em 29 de janeiro de 2010, na The Shock Value II Tour.

A discografia de Timbaland, cantor e produtor norte-americano, consiste em três álbuns de estúdio, nove videoclipes e dezasseis singles oficiais.

## Álbuns de estúdio
| Ano  | Álbum | Posições | Posições | Posições | Posições | Posições | Posições | Posições | Posições | Posições | Vendas/Certificações                                      |
| Ano  | Álbum | EUA      | RU       | CAN      | AUS      | NZ       | ALE      | FRA      | SUE      | SUI      | Vendas/Certificações                                      |
| ---- | --- | -------- | -------- | -------- | -------- | -------- | -------- | -------- | -------- | -------- | --------------------------------------------------------- |
| 2007 | Timbaland Presents Shock Value - 1º álbum de estúdio - Lançamento: 3 de Abril de 2007 - Formatos: CD, Download digital | 5        | 2        | 2        | 1        | 4        | 6        | 15       | 17       | 5        | Vendas mundiais: 3,6 milhões EUA: Platina AUS: 3× Platina |
| 2009 | Timbaland Presents Shock Value 2 - 2º álbum de estúdio - Lançamento: 8 de Dezembro de 2009 - Formatos: CD              | 36       | 10       | 16       | 23       | 21       | 15       | 19       | 5        | 2        | Vendas nos EUA: – Vendas mundiais: – Certificado EUA: –   |

## Singles

### Como Timbaland
| Ano  | Título                                                  | Álbum          | Posições | Posições | Posições | Posições | Posições | Posições | Posições | Posições | Posições | Posições | Posições | Posições | Pontos     |
| Ano  | Título                                                  | Álbum          | EUA      | RU       | IRL      | ALE      | BEL      | NOR      | CAN      | PT       | AUS      | NZ       | POL      | HOL      | Pontos     |
| ---- | ------------------------------------------------------- | -------------- | -------- | -------- | -------- | -------- | -------- | -------- | -------- | -------- | -------- | -------- | -------- | -------- | ---------- |
| 2007 | "Give It to Me" (com Nelly Furtado & Justin Timberlake) | Shock Value    | 1        | 1        | 2        | 3        | 4        | 4        | 1        | 3        | 16       | 2        | 1        | 7        | 4.531.000  |
| 2007 | "The Way I Are" (com Keri Hilson & D.O.E.)              | Shock Value    | 3        | 1        | 1        | 4        | 2        | 1        | 1        | 8        | 1        | 2        | 1        | 3        | 6.667.000  |
| 2007 | "Apologize" (com OneRepublic)                           | Shock Value    | 2        | 3        | 2        | 1        | 2        | 2        | 1        | 1        | 1        | 1        | 1        | 2        | 10.475.000 |
| 2008 | "Scream" (com Keri Hilson & Nicole Scherzinger)         | Shock Value    | 122      | 20       | 13       | –        | –        | –        | 41       | –        | 35       | 13       | –        | –        | 480.000    |
| 2008 | "Release" (com Justin Timberlake)                       | Shock Value    | 91       | –        | –        | –        | –        | –        | –        | 32       | –        | –        | –        | –        | –          |
| 2009 | "Lose Control" (com JoJo)                               | Shock Value II | -        | –        | –        | –        | –        | –        | –        | -        | –        | –        | –        | –        | –          |
| 2009 | "Morning After Dark" (com SoShy & Nelly Furtado)        | Shock Value II | 21       | 6        | 11       | 3        | 1        | 13       | 8        | 1        | 14       | 18       | 1        | 6        | -          |
| 2009 | "Say Something" (com Drake)                             | Shock Value II | 23       | –        | –        | 22       | –        | –        | 23       | -        | 10       | –        | 13       | –        | –          |
| 2009 | "If We Ever Meet Again" (com Katy Perry)                | Shock Value II | 59       | 1        | 3        | 9        | 2        | –        | 1        | -        | 9        | 1        | –        | 11       | –          |
| 2010 | "Carry Out" (com Justin Timberlake)                     | Shock Value II | 11       | 16       | 19       | –        | –        | –        | 7        | -        | 25       | –        | –        | –        | –          |

### Como Timbaland & Magoo
| Ano  | Título                                              | EUA | RU | ALE | CAN | PT | AUS | NZ |
| ---- | --------------------------------------------------- | --- | -- | --- | --- | -- | --- | -- |
| 1997 | "Up Jumps Da Boogie" (com Missy Elliott & Aaliyah)  | 12  | –  | –   | –   | –  | –   | –  |
| 1998 | "Luv 2 Luv U" (com Shaunta & Playa)                 | –   | –  | –   | –   | –  | –   | –  |
| 1998 | "Clock Strikes"(com Mad Skillz)                     | 37  | –  | –   | –   | –  | –   | –  |
| 1999 | "Here We Come" (com Missy Elliott & Darryl Pearson) | 92  | –  | –   | –   | –  | –   | –  |
| 1999 | "Lobster and Shrimp" (com Jay-Z)                    | –   | 48 | –   | –   | –  | –   | –  |
| 2001 | "Drop" (com Fatman Scoop)                           | –   | –  | –   | –   | –  | –   | –  |
| 2001 | "All Y'all" (com Tweet & Sebastian)                 | –   | –  | –   | –   | –  | –   | –  |
| 2003 | "Cop That Shit" (com Missy Elliott)                 | 95  | 22 | –   | –   | –  | 34  | –  |
| 2003 | "Indian Flute" (com Sebastian & Raje Shwari)        | –   | –  | –   | –   | –  | –   |    |

### Participações
| Ano  | Título                                                       | Álbum                      | EUA | PT | RU | ALE |
| ---- | ------------------------------------------------------------ | -------------------------- | --- | -- | -- | --- |
| 1999 | "Get on the Bus" (Destiny's Child com Timbaland)             | –The Writing's on the Wall | –   | –  | 15 | –   |
| 2001 | "We Need a Resolution" (Aaliyah com Timbaland)               | Aaliyah                    | –   | –  | 20 | –   |
| 2001 | "Ugly" (Bubba Sparxxx com Timbaland)                         | –                          | –   | –  | 7  | 48  |
| 2006 | "Promiscuous" (Nelly Furtado com Timbaland)                  | Loose                      | 1   | 1  | 1  | 1   |
| 2006 | "Sexyback" (Justin Timberlake com Timbaland)                 | FutureSex/LoveSounds       | 1   | 1  | 1  | 1   |
| 2006 | "Wait a Minute" (The Pussycat Dolls com Timbaland)           | PCD                        | 28  | 17 | –  | 27  |
| 2007 | "Anonymous" (Bobby Valentino com Timbaland)                  | –                          | –   | –  | 25 | –   |
| 2007 | "Ayo Technology" (50 Cent com Justin Timberlake & Timbaland) | Curtis                     | 5   | 5  | 2  | 3   |
| 2008 | "Elevator" (Flo Rida com Timbaland)                          | Mail on Sunday             | 16  | –  | –  | –   |
| 2008 | "4 Minutes" (Madonna com Justin Timberlake e Timbaland)      | Hard Candy                 | 3   | 1  | 1  | 1   |
| 2008 | "Dangerous" (Matt Pokora com Timbaland & Sebastian)          | MP3                        | 1   | 2  | 28 | 15  |
| 2009 | "Return the Favor" (Keri Hilson com Timbaland)               | In a Perfect World         | –   | –  | –  | –   |
| 2009 | "Give It Up To Me" (Shakira com Timbaland & Lil Wayne)       | She Wolf                   | -   | -  | -  | -   |